# Mónica Regonesi
Mónica Patricia Regonesi Miranda (* 27. April 1961) ist eine ehemalige chilenische Leichtathletin, die sich auf den Mittel- und Langstreckenlauf spezialisiert hat.

## Erfolge als Jugendliche und Juniorin
Erstmals in Erscheinung trat Mónica Regonesi 1973, als sie den chilenischen Juniorinnenrekord im Hochsprung verbesserte. 1975 gelang ihr das Gleiche mit dem chilenischen Juniorinnenrekord im Triathlon.
Die erste Podiumsplatzierung erreichte sie 1976 bei den Südamerika-Meisterschaften der Jugend in Santiago de Chile. Mit der 4-mal-400-Meter-Staffel gewann sie den Meistertitel. Im Jahr darauf konnte sie in Rio de Janeiro die Bronzemedaille im 800-Meter-Lauf gewinnen. 1978 ging Mónica Regonesi bei den Junioren an den Start. Bei den Südamerika-Meisterschaften der Junioren in São Paulo wurde sie Zweite im 1500-Meter-Lauf.

## Erfolge bei den Senioren
1979 startete Regonesi erstmals bei den Senioren. Bei den Leichtathletik-Südamerikameisterschaften 1979 im kolumbianischen Bucaramanga erreichte sie über 1500 Meter den dritten Platz.
Zu Beginn der 1980er Jahre wandte sich Mónica Regonesi auch dem Marathonlauf zu. 1981 war sie die erste Chilenin, die einen Marathon unter 3 Stunden beendete (2:59:02 h). 1982 nahm sie bei den Südamerikaspielen im argentinischen Rosario teil. Hier gewann sie zwei Medaillen, einmal die Silbermedaille über 1500 Meter und einmal die Goldmedaille über 3000 Meter. Bronze gab es noch einmal für sie bei den Panamerikanischen Spielen 1983 in Caracas wieder über 3000 Meter. Über 1500 Meter erreichte sie Platz 6.
Bei den Olympischen Spielen 1984 von Los Angeles ging Mónica Regonesi sowohl im 3000-Meter-Lauf als auch im zum ersten Mal bei den Frauen ausgetragenen Marathonlauf an den Start. Ihren Vorlauf über 3000 Meter konnte sie nicht beenden, im Marathon kam sie nach 2:44:44 h als 32. von 44 Athletinnen ins Ziel.
Weitere Erfolgte konnte Regonesi bei den Südamerikameisterschaften feiern. 1985 in Santiago de Chile gewann sie die Rennen über 3000 und 10.000 Meter, über 1500 Meter gewann sie Silber. 1987 in São Paulo verteidigte sie ihren Titel über 3000 Meter. Über 10.000 Meter wurde sie Zweite.
Bei den Leichtathletik-Weltmeisterschaften 1987 in Rom konnte sie sich weder im 3000-Meter-Lauf noch im 10.000-Meter-Lauf für die Finals qualifizieren.
In der Folgezeit konzentrierte sich Regonesi auf den Marathonlauf. So wurde sie 1988 Dritte beim Frankfurt-Marathon. Ebenfalls Platz 3 belegte sie 1992 bei einem Marathon in San Sebastián.

## Spätere sportliche Laufbahn
2007, im Alter von 46 Jahren, nahm Mónica Regonesi an der World Masters Athletics Championships im italienischen Riccione teil. Hier gewann sie den Marathonlauf und wurde Dritte über 10.000 Meter.